# Trentavis Friday
Pour les articles homonymes, voir Friday.
Trentavis Friday (né le 5 juin 1995) est un athlète américain, spécialiste des épreuves de sprint. 

## Biographie
Il se distingue en juillet 2014 au cours des Championnats des États-Unis juniors en établissant le temps de 10 s 00 sur 100 m, soit la deuxième meilleure performance mondiale junior de tous les temps sur la distance derrière les 9 s 97 de son compatriote Trayvon Bromell. Il participe fin juillet aux Championnats du monde juniors d'Eugene, aux États-Unis, et remporte le titre du 200 mètres dans le temps de 20 s 04 (+ 2,3 m/s).

### Palmarès
| Date | Compétition                   | Lieu   | Résultat | Épreuve   | Performance |
| ---- | ----------------------------- | ------ | -------- | --------- | ----------- |
| 2014 | Championnats du monde juniors | Eugene | 1er      | 200 m     | 20 s 04     |
| 2014 | Championnats du monde juniors | Eugene | 1er      | 4 × 100 m | 38 s 70     |

### Records
| Épreuve | Performance | Lieu         | Date           |
| ------- | ----------- | ------------ | -------------- |
| 100 m   | 10 s 00     | Eugene       | 5 juillet 2014 |
| 200 m   | 20 s 33     | Kernersville | 31 mai 2014    |